# Арапов, Алексей Назарович
Алексе́й Наза́рович Ара́пов (14 марта 1906, Верх-Нейвинский, Свердловская область — 14 сентября 1943, Бахмачский район, Черниговская область) — участник Великой Отечественной войны, начальник штаба 3-й гвардейской воздушно-десантной дивизии, Герой Советского Союза (1943), гвардии подполковник.

## Биография
Родился 14 марта 1906 года в посёлке Верх-Нейвинском Пермской губернии (ныне — посёлок городского типа Свердловской области) в семье рабочего.
Полного среднего образования не получил. Работал в Свердловске токарем, горняком, добытчиком самоцвета на копях, резчиком камня на фабрике «Русские самоцветы». В 1926 году уехал на Донбасс, где работал машинистом врубовой машины.
С 1928 года служил в РККА. Начал военную службу красноармейцем сапёрного батальона, затем был командиром пулемётного взвода, командиром учебной роты. Член ВКП(б) с 1930 года.
В 1931 году окончил Орджоникидзевскую военную пехотную школу, был слушателем военной академии имени Фрунзе.
Участник Великой Отечественной войны с октября 1941 года; воевал на Западном, Северо-Западном Брянском, Центральном фронтах.
В ходе Тульской оборонительной операции капитан Арапов, прикрывая отход частей 50-й армии на реке Ока, а также в боях у города Плавска показал умелое руководство боем, личную храбрость в бою, за что был награждён орденом Красного Знамени.
Особо отличился в Курской битве летом 1943 года. Будучи начальником штаба дивизии, подполковник Арапов продемонстрировал исключительные организаторские способности, личную храбрость. Дивизия при активном участии в руководстве ею Арапова при июльском наступлении врага, а также в дальнейшем, при преследовании противника с боем прошла от станции Малоархангельск до реки Десна, уничтожив свыше 15 тысяч солдат и офицеров, много военной техники и взяв большие трофеи.
14 сентября 1943 года гвардии подполковник А. Н. Арапов погиб во время авианалёта в селе Гайворон Бахмачского района Черниговской области.
За умелое руководство боевыми действиями, бесстрашие и мужество в боях с захватчиками 27 октября 1943 года Алексей Назарович Арапов был посмертно награждён званием Героя Советского Союза.

## Память
- Имя Алексея Назаровича Арапова присвоено восьмилетней школе в посёлке Верх-Нейвинском.
- Улица Пролетарская в Верх-Нейвинском, на которой жил Арапов, была переименована в улицу А. Н. Арапова.
- На доме, где жил Герой, установлена мемориальная доска.